# Louis Gobet
Pour les articles homonymes, voir Gobet.
Louis Gobet (né le 28 octobre 1908 en Suisse et mort en 1995) est un joueur international de football suisse, qui jouait au poste de défenseur.

## Biographie
Dans sa carrière de club, il évoluait dans l'équipe du championnat suisse du FC Berne lorsqu'il fut sélectionné par l'entraîneur Heini Müller pour disputer la coupe du monde 1934 en Italie.